# Diphascon secchii
Diphascon secchii är en djurart som tillhör fylumet trögkrypare, och som beskrevs av Bertolani och Rebecchi 1996. Diphascon secchii ingår i släktet Diphascon och familjen Hypsibiidae. Inga underarter finns listade i Catalogue of Life.